# McJuggerNuggets
Jesse Tyler Ridgway (* 29. September 1992 in New Jersey, USA), oder auch in den Videos bekannt als McJuggerNuggets und Psycho Kid, ist eine US-amerikanische Internet-Persönlichkeit und ein Webvideo-Produzent. Er veröffentlicht täglich Videos auf YouTube, insbesondere Vlogs über sein tägliches Leben und überträgt regelmäßig Livestreams auf Twitch. Besondere Bekanntheit erreichte er vor allem durch die sogenannten „Psycho Videos“, in denen sein Vater, der „Psycho Dad“, in Wutanfällen Dinge zerstört.

## Leben
Jesse Ridgway wuchs auf im Pittsgrove Township, nahe Elmer (New Jersey). Er hat einen älteren Bruder. Ridgway gab 2015 an, dass sein traumatisierendstes Jahr das Jahr 2000/2001 war, als er 8 Jahre alt war. In diesem Jahr wurden seine Beine gelähmt, als er durch heißen Asphalt lief. Im selben Jahr wurde er von einem seiner Hunde, Fred, attackiert. Er wurde bei beiden Ereignissen sofort ins Krankenhaus gebracht.
2010 schloss Ridgway die Arthur P. Schalick High School ab. Im Juni 2014 schloss er die Rowan University mit einem Film-Abschluss ab, allerdings musste er Studiendarlehen von 70.000 US-Dollar bezahlen, was ihm schwer fiel. Im August 2015 gelang es ihm jedoch, diese zu bezahlen.

## YouTube-Geschichte
Ridgway erstellte seinen YouTube-Kanal McJuggerNuggets am 9. Dezember 2006 und begann später, einige Videos hochzuladen. 2006 lud Ridgway Comedy- und Gaming-Videos hoch, die größtenteils im Videospiel Halo 2 stattfanden. Ab 2008 lud er größtenteils Comedy-Sketche mit seinen Freunden hoch.

### „Overachievers“ und „The G.A.M.E.“ (2009–2012)
Die erste Serie, die Ridgway kreiert hat, war Overachievers im Jahr 2009. Als Overachievers fertig war, fing Ridgway mit einer neuen Serie namens The G.A.M.E. an.

### Die „Psycho Series“ (2012–2016)
Ridgway bekam durch seine Sketche über 20.000 Abonnenten, doch er wurde erst richtig bekannt, als er die Psycho Series auf YouTube stellte. Er war der Protagonist´. Die Serie lief vom 22. Dezember 2012 bis zum 6. Juni 2016 und enthielt 50 Hauptepisoden und über 600 Vlogs. Die meisten Videos handeln davon, dass Jesses Vater Sachen (z. B. eine Spielekonsole oder ein Fernsehgerät) zerstört, weil er mit dem Verhalten des Sohnes unzufrieden ist und mit ihm in Streit gerät. Durch den Erfolg der Serie konnte Ridgway seine Studiendarlehen bezahlen.
Kurz nach dem Erfolg von Psycho Dad Shreds Video Games („Psycho-Vater schreddert Videospiele“) und den anderen Psycho-Videos flogen er und sein Vater Jeffrey Sr. nach London, um in der britischen Fernsehsendung Virtually Famous aufzutreten. Die Reise wurde für Ridgways Kanal gefilmt, allerdings waren er und sein Vater die ganze Zeit in ihren Charakteren.
Ridgway bekam im Urlaub in North Carolina Mononukleose mit Schmerzen im Bereich seiner Milz. Es stellte sich heraus, dass dies eine Adhäsion war. Diese Schmerzen verfolgten ihn durch den Rest der Serie und ein wenig danach.
Jesse zeigte zahlreiche Interaktionen hinter den Kulissen mit dem Kameramann der Serie, Zachary Cornatzer, in The Truth About Corn Quitting.

### C-R-I-S-I-S (Juni 2016)
Als Ridgway und seine Familie in die Schweiz flogen, um das Finale der Psycho Series zu drehen, wurde eine Miniserie namens C-R-I-S-I-S gedreht, in denen er seinen Zuschauern, die es nicht glauben können, es nochmal mitteilen will, dass die Psycho Series nicht echt war. Er hat die Serie an einem Tag geschrieben und sie ist 16 Folgen lang. Es wurden ebenfalls Hinter den Kulissen-Clips veröffentlicht. Während diese Videos hochgeladen wurden, nahm sich Jesse eine Pause und nahm zwischendurch mal einen echten Vlog auf.

### Hollywood Hype / Dokumentations-Serie (Juli–September 2016)
Ein paar Wochen nachdem das Psycho Series-Leben für Jesse und seine Familie endete, wollte Ridgway für eine Dokumentation namens Psycho Family von einem seiner Freunde Brian Spitz werben, um seinen Zuschauern einen Hype für die Doku zu geben. Die Serie lief den kompletten Sommer 2016. Es wurde ein neuer Kameramann, Parker Zippel, vorgestellt.

### Die Seele von Ursula (Oktober 2016)
Eigentlich wollte Jesse im Oktober eine Serie produzieren, in der er und ein paar Freunde bzw. Familienmitglieder verlassene oder heimgesuchte Orte besuchen, allerdings ging es nach einer Änderung der Storyline um das angeblich heimgesuchte Haus Ursulas.

### Von ihm gespielte Charaktere
- Jesse Ridgway – Die Seele von Ursula
- Jeffrey Ridgway Sr.[11]
- Theresa Ridgway[12]
- Jeffrey Ridgway Jr. – Psycho Dad Destroys Xbox (Role Reversal)
- Jesse Ridgway – Hollywood Hype/Dokumentations-Serie
- Commander Nuggets – Psycho Pirate Sinks Gaming Ship, Psycho Pirate's Naval Assault
- Asparagus – A Man Named Corn
- Curtis – Everyday Situations
- Jesse Ridgway/Psycho Kid – Psycho Series
- Mr. Ridgway und Klone – Rule 19
- Bowser/King Wart – Super Mario Brothers
- Jesse – The G.A.M.E.
- Brian Storm – M.I.N.D. – Your Own Business
- Isaac Kalder – My Virual Escape

### Von ihm geschriebene Serien
| Serie                                | Status    | Dauer                       | Episodenanzahl | Beschreibung |
| ------------------------------------ | --------- | --------------------------- | -------------- | --- |
| Overachievers                        | beendet   | 15.02.2009 – 12.07.2009     | 18             | Jesse Ridgway and Mark Locuson were once incredibly close friends, but it all comes to an end in this explosive series revolving around xbox, guns, and the strong desire to achieve.                                                              |
| The G.A.M.E.                         | beendet   | 21.03.2010 – 09.03.2012     | 65             | All hell breaks loose as aliens arrive on Earth leaving Jesse and Pat to take matters into their own hands. It all comes to a head as they realize they're caught up in something they're powerless to stop, just one big G.A.M.E.                 |
| Rule 19                              | beendet   | 05.06.2012 – 21.09.2012     | 5              | Mr. Ridgway acquires a cloning device and begins making clones of himself, however it starts to get out of hand as the clones start going insane.                                                                                                  |
| Psycho Series                        | beendet   | 22.12.2012 – 06.06.2016     | 684            | Two brothers fight each other while dealing with their psychotic father. |
| Everyday Situations                  | beendet   | 20.01.2014 – 25.01.2015     | 25             | Tired of life's bullshit? Check this series out and laugh with us as Curtis and Simon tackle some daily nuisances. |
| The Juggies Powwow                   | beendet   | 14.10.2014 – 26.05.2016     | 32             | A longer-form vlog where Jesse discusses complicated topics and offers his advice. |
| Fan Mail Monday                      | unbekannt | 08.12.2014 – 29.02.2016 (?) | 65             | Jesse opens letters and packages sent to him from the "Juggies". |
| QnA Series                           | läuft     | 22.03.2015 – heute          | 29             | Jesse answers a multitude of questions from the Juggies ranging from really easy to super personal/uncomfortable! |
| Kicked Out                           | beendet   | 01.04.2015 – 01.05.2015     | 51             | Jesse gets kicked out of the house and is forced to make ends meet by living on his own. |
| McJuggerNuggets Movie Madness (#MMM) | beendet   | 01.07.2015 – 18.05.2016     | 45             | Every Wednesday, Jesse holds a contest for aspiring Youtube creators to create their own video for a chance to be featured on the McJuggerNuggets channel and receive a shoutout!                                                                  |
| Construction Series                  | beendet   | 01.10.2015 – 01.11.2015     | 33             | Jesse, Uncle Larry, Mark and Corn start building a gaming room in the Morton Building. |
| Haunted Series                       | beendet   | 09.01.2016 – 11.02.2016     | 27             | Jesse moves into a new house, thanks to his Aunt Jackie. However, not only does it need some fixing up, but also could probably use a priest. |
| Odd Jobs Series                      | beendet   | 14.03.2016 – 07.04.2016     | 28             | Jesse searches for and works at multiple jobs to appease his Father. |
| C-R-I-S-I-S                          | beendet   | 09.06.2016 – 24.06.2016     | 16             | Jesse wakes up in Switzerland with no memory of who he is...being forced to rely on his family and some scrabble letters. |
| Hollywood Hype/Documentary Series    | beendet   | 25.07.2016 – 23.09.2016     | 33             | After finishing the Psycho Series, Jesse is unable to put out his "behind the scenes" content because of a legally-binding contract with a shady Hollywood director.                                                                               |
| The Spirit of Ursula                 | beendet   | 01.10.2016 – 01.11.2016     | 28             | A gang of four discover a restless spirit in the woods and feel compelled to save her. |
| Collab Series                        | beendet   | 05.11.2016 – 04.12.2016     | 26             | Jesse and Parker try to expose KidBehindACamera and Angry Grandpa for their fake videos. Boogie2988 also pretends to be a obsessed McJuggerNuggets fan.                                                                                            |
| Christmas Series                     | beendet   | 08.12.2016 – 27.12.2016     | 17             | An insane blend of Christmas movies such as: "A Christmas Carol", "It's A Wonderful Life", "A Christmas Story", "Elf", and "Christmas Vacation" etc. all mixed into one crazy, reality-bending holiday series about the true meaning of Christmas. |
| Snapper Mini-Series                  | beendet   | 03.01.2017 – 10.01.2017     | 7              | After switching in-and-out of characters so often by snapping his fingers, Jesse finds that he can no longer control his story-telling power. This causes a blending of words, an identity crisis...and perhaps... a hidden darkness.              |